# 马诺埃尔维亚纳
马诺埃尔维亚纳是巴西南大河州的一个市镇。总面积1390.7平方公里，总人口6785人，人口密度4.9人/平方公里。